# Frederik Meinert
Frederik Vilhelm August Meinert, född den 3 mars 1833, död den 19 januari 1912, var en dansk entomolog, son till Nicolai Jonathan Meinert.
Meinert blev teologie kandidat 1857, men ägnade sig, under Schiødtes ledning, åt zoologiska studier och tog 1863 doktorsgraden. År 1883 blev han docent vid Landbohøjskolen, och 1885-1909 var han inspektor vid universitetets zoologiska museum. 
Meinert författade många förtjänstfulla dels faunistiska, dels anatomisk-fysiologiska avhandlingar om myror, tvestjärtar och närstående djur samt om flera slags insektslarver, bland annat Bidrag til de danske Myrers Naturhistorie (1861), Anatomisk Undersøgelse af de danske ørentviste (1863) och Danmarks myriapoder (1866-72). Åren 1887-1908 utgav han "Entomologiske meddelelser", inalles 7 band.

## Utmärkelser
- Riddare av Dannebrogorden,  1892[2]
- Dannebrogsmännens hederstecken,  1909[2]

[Redigera Wikidata]